# Stade de baseball Mokdong
 (avril 2025).
Si vous disposez d'ouvrages ou d'articles de référence ou si vous connaissez des sites web de qualité traitant du thème abordé ici, merci de compléter l'article en donnant les références utiles à sa vérifiabilité et en les liant à la section « Notes et références ».
Le stade de baseball Mokdong (en hangeul : 목동 야구장) est un stade de baseball situé à Séoul en Corée du Sud.
C'est le domicile des Woori Heroes de l'Organisation coréenne de baseball. Le stade a une capacité de 16 165 places.

## Dimensions
- Champ gauche (Left Field) : 98 mètres
- Champ centre (Center Field) : 120 mètres
- Champ droit (Right Field) : 98 mètres